# Las bizarrías de Belisa
Las bizarrías de Belisa es una obra de teatro en tres actos del dramaturgo español Félix Lope de Vega, firmada el 24 de mayo de 1634.  Se incluye dentro de sus "comedias de enredo" y constituye la última comedia autógrafa el autor, fallecido apenas un año después, en 1635. Los últimos versos de la obra aluden, justamente, a la situación del autor y a su deseo de mantener el reconocimiento del público:
"Senado ilustre: el poeta,
que ya las musas dejaba, 
con deseo de serviros
volvió esta vez a llamarlas
para que no le olvidéis.
Y aquí la comedia acaba". (vv. 2759-2764)

## Argumento
Belisa es una bella y joven dama que, sabedora de su atractivo, coquetea con sus muchos galanes, pero sin entregar a ninguno su corazón. Las circunstancias cambian cuando conoce a Don Juan de Cardona, a su vez enamorado de Lucinda. Don Juan solicita la ayuda de Belisa para provocar los celos y la atención de Lucinda. Tras acceder Belisa a la petición, Lucinda, cargada de rabia, miente confesando a la primera que tanto Don Juan como otro admirador, Don Enrique, le han declarado su amor. Belisa descubre la verdad al presentarse vestida de hombre en casa de Lucinda. Tras varios equívocos provocados por los celos, Don Juan y Belisa finalmente contraerán matrimonio y lo propio hacen Lucinda y Enrique.

## Representaciones destacadas
Entre las ocasiones en que se ha representado la obra en España en el siglo XX, puede destacarse el montaje del director de escena Felipe Lluch en el Teatro Español de Madrid en 1941, con interpretación de Porfiria Sanchiz, Amparo Reyes, Jacinto San Emeterio y José Franco. En 1988 se estrenó la versión del director Carlos Vides, en adaptación de José Estruch, con la Compañía Zascandil de Madrid y la interpretación de Blanca Portillo, Chema Adeva, Soledad Rolandi, Mari Sol López, Andrés Lima y Fernando Romo. En 1993 se realizó un nuevo montaje, dirigido por Emilio Gutiérrez Caba, Alicia Sánchez y John Strasberg e interpretado, entre otros, por Kiti Manver y Susi Sánchez. El 1 de julio de 1999 se estrenó en el Teatro Tívoli de Barcelona, dentro del Festival d'Estiu de Barcelona Grec 99, una versión de Santiago Sans (dramaturgia) y Alfons Torres (escenografía y vestuario), contando entre sus intérpretes con Fina Rius, Oriol Vila, Pilar Martínez, Albert Pérez, Rafael Cruz, Anna Estrada, Meritxell Ané y Juanjo Cuesta. Finalmente, en 2007 se interpretó por la Joven Compañía Nacional de Teatro Clásico, dirigida por Eduardo Vasco, y con la actriz Eva Rufo al frente del cartel.